# Eigin Corona
L'Eigin Corona è una struttura geologica della superficie di Venere.